# Hans-Günter Bruns
Pour les articles homonymes, voir Bruns.
Hans-Günter Bruns est un footballeur allemand né le 15 novembre 1954 à Mülheim an der Ruhr.

## Carrière
- 1973-1976 : Schalke 04  Allemagne
- 1976-1978 : SG Wattenscheid 09  Allemagne
- 1978-1979 : Borussia Mönchengladbach  Allemagne
- 1979-1980 : Fortuna Düsseldorf  Allemagne
- 1979-1990 : Borussia Mönchengladbach  Allemagne[1]

## Palmarès
- 4 sélections et 0 but avec l'équipe d'Allemagne en 1984
- Vainqueur de la Coupe de l'UEFA en 1979 avec le Borussia Mönchengladbach
- Finaliste de la Coupe de l'UEFA en 1980 avec le Borussia Mönchengladbach
- Vainqueur de la Coupe d'Allemagne en 1980 avec le Fortuna Düsseldorf
- Finaliste de la Coupe d'Allemagne en 1984 avec le Borussia Mönchengladbach